# Nathalie Schwarz
Nathalie Schwarz (* 29. Juli 1993 in Linz) ist eine ehemalige österreichische Skilangläuferin.

## Werdegang
Nathalie Schwarz, die für den Verein SU Zwettl startete, ist die Tochter des ehemaligen zweifachen Olympiateilnehmers Alois Schwarz, welcher 1999 bei der Heimfahrt von einem Rennen bei einem Verkehrsunfall verstarb. Nathalie und ihre Mutter überlebten den Unfall. Kurze Zeit nach dem Unfall kam Nathalie's Schwester Magdalena zur Welt, welche ebenfalls eine erfolgreiche Nachwuchs-Langläuferin ist. Schwarz lebt mit ihrer Mutter und ihrer Schwester in Zwettl an der Rodl in Oberösterreich ca. 20 km nördlich von Linz.
Von 2008 bis 2016 trat sie vorwiegend bei Rennen des Alpencups an. 2011 und 2012 wurde sie österreichische Meisterin im Sprint. Im Februar 2011 holte sie Bronze im Sprint beim Europäischen Olympischen Jugendfestival in Liberec. Bei der nachfolgenden Skilanglauf-Europameisterschaft 2011 in Ramsau am Dachstein gewann sie ebenfalls Gold im Sprint. Ihre erste Weltcupteilnahme hatte sie bei der Tour de Ski 2013/14, welche sie aber nicht beendete. Beim Weltcuprennen im Januar 2014 in polnischen Szklarska Poręba erreichte sie mit dem 23. Platz im 10-km-Massenstartrennen ihre ersten Weltcuppunkte.
Im Januar 2014 wurde bekannt, dass Schwarz für Österreich an den Olympischen Winterspielen in Sotschi teilnehmen würde. Am 11. Februar 2014 bestritt Schwarz ihr erstes Rennen bei Olympia. Sie stürzte in der Qualifikation und belegte den 53. Platz. Somit qualifizierte sie sich nicht für den Hauptwettbewerb. Des Weiteren belegte sie den 38. Platz über 10 km klassisch und den 13. Platz in der Staffel. Im März 2014 gewann sie bei den österreichischen Meisterschaften das 5-km-Verfolgungsrennen. Die Tour de Ski 2015 beendete sie auf den 20. Rang in der Gesamtwertung. Bei den Nordischen Skiweltmeisterschaften 2015 in Falun kam sie auf den 65. Platz über 10 km Freistil, den 38. Rang im Skiathlon und den 35. Platz im 30-km-klassisch-Massanstartrennen. Letztmals im Weltcup startete sie im Januar 2017 in Val Müstair, wobei sie den 59. Platz im 5-km-Massenstartrennen errang.

## Erfolge

### Siege bei Continental-Cup-Rennen
| Nr. | Datum             | Ort      | Disziplin        | Serie    |
| --- | ----------------- | -------- | ---------------- | -------- |
| 1.  | 13. März 2015     | Chamonix | 2,5 km klassisch | Alpencup |
| 2.  | 12. Dezember 2015 | Prémanon | 10 km Freistil   | Alpencup |

## Platzierungen im Weltcup

### Weltcup-Statistik
Die Tabelle zeigt die erreichten Platzierungen im Einzelnen.
- 1.–3. Platz: Anzahl der Podiumsplatzierungen
- Top 10: Anzahl der Platzierungen unter den ersten zehn
- Punkteränge: Anzahl der Platzierungen innerhalb der Punkteränge
- Starts: Anzahl gelaufener Rennen in der jeweiligen Disziplin
- Hinweis: Bei den Distanzrennen erfolgt die Einordnung gemäß FIS.

| Platzierung         | Distanzrennen a | Distanzrennen a | Distanzrennen a | Distanzrennen a | Distanzrennen a | Skiathlon Verfolgung | Sprint | Etappen- rennen b | Gesamt | Team   | Team    |
| Platzierung         | ≤ 5 km          | ≤ 10 km         | ≤ 15 km         | ≤ 30 km         | > 30 km         | Skiathlon Verfolgung | Sprint | Etappen- rennen b | Gesamt | Sprint | Staffel |
| ------------------- | --------------- | --------------- | --------------- | --------------- | --------------- | -------------------- | ------ | ----------------- | ------ | ------ | ------- |
| 1. Platz            |                 |                 |                 |                 |                 |                      |        |                   |        |        |         |
| 2. Platz            |                 |                 |                 |                 |                 |                      |        |                   |        |        |         |
| 3. Platz            |                 |                 |                 |                 |                 |                      |        |                   |        |        |         |
| Top 10              |                 |                 |                 |                 |                 |                      |        |                   |        |        |         |
| Punkteränge         |                 | 4               |                 |                 |                 | 3                    |        | 1                 | 8      | 1      |         |
| Starts              | 6               | 9               | 2               |                 |                 | 5                    | 12     | 1                 | 35     | 1      |         |
| Stand: Karriereende |                 |                 |                 |                 |                 |                      |        |                   |        |        |         |

### Weltcup-Gesamtplatzierungen
| Saison  | Gesamt | Gesamt | Distanz | Distanz |
| Saison  | Punkte | Platz  | Punkte  | Platz   |
| ------- | ------ | ------ | ------- | ------- |
| 2013/14 | 8      | 105.   | 8       | 76.     |
| 2014/15 | 64     | 64.    | 20      | 64.     |
| 2015/16 | 14     | 84.    | 14      | 58.     |